# The Sporting Life
The Sporting Life è un album di Diamanda Galás e John Paul Jones, pubblicato nel 1994.

## Tracce
Testi di Diamanda Galás; musiche di Diamanda Galás e John Paul Jones, eccetto dove indicato.
Lato A
1. Skótoseme – 6:27
2. Do You Take This Man? – 6:09
3. Dark End of the Street – 2:43 (Chips Moman, Don Penn)
4. You're Mine – 5:10 (Galás)
5. Tony – 5:37 (Galás)

Lato B
1. Devil's Rodeo – 5:37 (Galás, Jones, Pete Thomas)
2. The Sporting Life – 5:45
3. Baby's Insane – 4:39 (Galás)
4. Last Man Down – 4:50
5. Hex – 8:04

## Formazione
- Diamanda Galás – voce, organo Hammond, pianoforte
- John Paul Jones – basso elettrico a 4, 5 e 8 corde, lap steel guitar
- Pete Thomas – batteria